# Dunavska (Bělehrad)
Dunavska (srbsky Дунавска) je ulice v srbské metropoli Bělehradu. Leží v severní části města, na břehu řeky Dunaje v místní části Dorćol. Pojmenována je rovněž podle uvedeného veletoku a táhne se v západo-východním směru v celkové délce přes 2 km až k Pančevskému mostu. Není nicméně nábřežím, neboť odděluje Přístav Bělehrad (srbsky Luka Beograd) od vnitřního města. 

## Historie
Zhruba západní polovina ulice, včetně jejího napojení u pevnosti Kalemegdan, je patrná na historických mapách druhého vojenského mapování z poloviny 19. století. K dunajskému břehu u této ulice přiléhalo ještě opevnění. 
Původně nesla název Dunavska dnešní ulice Cara Dušana, jako Dunavska se jmenovala v 18. století. V roce 1922 se objevila na plánu Bělehradu a rozvíjela se podél železniční trati, která směřovala po dunajském i sávském břehu (a také pevnosti Kalemegdan). Trať později zanikla a ulice splynula se zbytkem metropole.
O ulici a její temné minulosti v období mezi dvěma světovými válkami sepsal Dragutin Ilić Jejo povídku, resp. po ní pojmenoval sbírku povídek.

## Doprava
Jedná se o rušnou městskou třídu. Ve své západní části, kdy přiléhá k pevnosti Kalemegdan, má částečně čtyři jízdní pruhy. 

## Významné budovy
- Sportovní centrum 25. května
- Železniční stanice Bělehrad dolní město (srbsky Beograd Donji grad)
- Vozovna Dorćol tramvajové sítě v Bělehradu